# Desmodium tiwiense
Desmodium tiwiense är en ärtväxtart som beskrevs av Leslie Pedley. Desmodium tiwiense ingår i släktet Desmodium och familjen ärtväxter. Inga underarter finns listade i Catalogue of Life.